# 永正寺 (江南市)
永正寺（えいしょうじ）は、愛知県江南市高屋町中屋舗にある臨済宗妙心寺派の寺院。山号は高屋山と称する。本尊は釈迦如来。開基（創立者）は杉山主水。開山（初代住職）は獨秀乾才（法智普光禅師）。

## 歴史
永正元年（1504年）杉山主水の開創とされている。家紋菊水が寺紋に使われていることからも、当時は杉山家の持仏堂であったと考えられる。臨済禅の大徳、悟渓宗頓八哲の一人で、丹羽郡山那に生れ悟渓の甥に当る獨秀乾才 （法智普光禅師）が長良崇福寺から招かれ開山となり、永正元年から同5年まで在住、ついで善師野福昌寺に移っている。 当時、高屋庵と称された永正寺はこの時から臨済宗妙心寺派に属した。
二世文渕玄珠描く開山画像に、長良崇福寺住持宗寿師が画賛を寄せた一幅が寺宝として伝えられていたと記録にあるが、文化2年と天保2年二度の火災で多くの什器と共に烏有に帰した。

### 高屋庵時代
- 永正元年（1504年）杉山主水により高屋庵として開基。獨秀乾才 （法智普光禅師）により開山。
- 寛永5年（1628.年）寄木村天道勘七より釈迦如来木仏を寄進。

### 高屋山永正寺時代
- 元禄16年（1703年）天道祥雲院より観世音像を寄進。
- 享保5年（1720年）普賢菩薩像寄進。
- 享保12年（1727年）高屋山永正寺の山号寺号をうける。
- 文化2年（1805年）自火により全山焼失する。
- 文政2年（1819年）葉栗郡笹野妙光寺の法を継ぎ、法地となる。
- 天保4年（1833年）総門を除き全山火災によって焼失。本尊、釈迦如来は京で新造され、檀徒長右衛門が京より背負って来たとされる。
- 明治24年（1891年）濃尾地震により一山倒壊。
- 明治26年（1893年）六世の倍禅慧定が住職となり、本堂、庫裡を再建。
- 大正5年（1916年）滝源七氏より鐘楼一寄進。滝常太郎氏より宝蔵寄進。
- 昭和7年（1932年）七世の月江真澄が住職となり、古田吉三郎氏より茶所一寄進。本堂、庫裡を始め、諸堂を修復、寺苑の整備につとめた。
- 昭和63年（1988年）に現在の水谷大定住職の代になり、山門、弘法堂、さとりの大塔を建立。葬儀改革の実践、本堂での各種コンサート開催など、地域に根差したお寺作りにつとめている。
- 平成29年（2017年）9月に永正八方釈迦如来を開眼供養[2]。

## 境内
- 山門 - 平成16年（2004年）建立
- 本堂 - 明治26年（1893年）再建
- 弘法堂 - 平成11年（1999年）建立
- 鐘楼 - 大正5年（1916年）建立
- 茶所 - 平成16年（2004年）建設
- 庫裏 - 明治26年（1893年）改築
- 書院 - 昭和58年（1983年）改築
- さとりの大塔 - 昭和60年（1985年）建立

## 年中行事
- 1月9日 大般若祈祷
- 4月8日 ヒーリング・フラワー・デー
- 4月第4土曜日 弘法大師御正当御接待
- 8月17日 大施餓鬼法要
- 秋分の日 彼岸施餓鬼法要
- 12月31日 除夜の鐘

## アクセス
名鉄犬山線江南駅より車で7分。名鉄バス「市民体育会館」バス停徒歩10分。